# Каскејд Вали (Вашингтон)
Каскејд Вали (енгл. Cascade Valley) насељено је место без административног статуса у америчкој савезној држави Вашингтон.

## Демографија
По попису из 2010. године број становника је 2.246, што је 435 (24,0%) становника више него 2000. године.
| Група             | 2000.         | 2010.         |
| Белци             | 1.354 (74,8%) | 1.677 (74,7%) |
| Афроамериканци    | 52 (2,9%)     | 43 (1,9%)     |
| Азијати           | 6 (0,3%)      | 13 (0,6%)     |
| Хиспаноамериканци | 310 (17,1%)   | 435 (19,4%)   |
| Укупно            | 1.811         | 2.246         |